# Édouard Bocher
Pour les articles homonymes, voir Bocher.
 (avril 2019).
Si vous disposez d'ouvrages ou d'articles de référence ou si vous connaissez des sites web de qualité traitant du thème abordé ici, merci de compléter l'article en donnant les références utiles à sa vérifiabilité et en les liant à la section « Notes et références ».
Pierre Henri Édouard Bocher est un homme politique français né le 16 février 1811 à Paris où il est mort le 2 mai 1900.

## Biographie

### Ses débuts
Édouard Bocher est le fils de Gabriel Bocher (1771-1850), agent de change parisien, gentilhomme de la Chambre du roi Charles X et colonel d'état-major de la Garde nationale, et d'Aimée Bernardine Perrotin de Barmond. Il est le frère du général Alfred Bocher. 
Après de brillantes études au lycée Henri IV, Édouard Bocher suit les cours de l'École de droit et est le premier président de la Conférence Molé en 1832. Il entre comme auditeur au Conseil d'État en 1833.
En 1834, il épouse Aline de Laborde (1811-1885), deuxième fille du comte Alexandre de Laborde et femme du monde accomplie. Ils eurent deux fils :
- Emmanuel Bocher (1835-1919), officier, écrivain, pianiste, peintre, éditeur de l'œuvre complète de Gavarni et grand ami de Sarah Bernhardt ;
- Valentin Bocher (1840-1849).

Par l'influence de son beau-père, alors député d'Étampes, Bocher rentre dans l'administration préfectorale et est nommé sous-préfet de cet arrondissement en 1834. 
Préfet du Gers en 1839, il est nommé à Toulouse en 1841, pour apaiser une émeute provoquée par le recensement, et qui avait chassé le préfet ; il s'acquitte fort habilement de cette mission et passe préfet à Caen en janvier 1842. Il conserve ce poste jusqu'à la révolution de février 1848.

### Carrière politique
En 1848, il quitte ses fonctions de préfet du Calvados et se présente dans le Calvados aux élections législatives du 13 mai 1849. Élu, le 4e sur 10, par 64 368 voix sur 86 996 votants, il prend place à droite au sein de l'Assemblée législative, fait preuve de réelles qualités oratoires dans les discussions d'administration et de finances, est membre de plusieurs commissions et du comité de permanence et rapporteur du projet de loi sur l'impôt des boissons. Il se tient à l'écart des menées politiques de l'Élysée, et proteste contre le coup d'État du 2 décembre 1851.
Opposant à l'Empire, il est chargé, avec d'autres, de la gestion des biens de Louis-Philippe et de sa famille, qui l'a nommé administrateur des biens situés en France. À ce titre, il s'oppose, par tous les moyens en son pouvoir et avec une rare énergie, à l'exécution des décrets de spoliation du 22 janvier 1852. Arrêté pour avoir fait distribuer une protestation contre ces décrets, il comparait en police correctionnelle, et est condamné à un mois de prison pour contravention à la loi sur le colportage.
Aux élections du 24 mai 1869, Bocher se porte comme candidat de l'opposition dans la 1re circonscription du Calvados, mais échoue face à Henri-Gabriel-Marie Le Bègue de Germiny. Le 8 février 1871, les mêmes électeurs l'envoyèrent à l'Assemblée nationale, le 2e sur 9, par 77 241 voix sur 86 564 votants. Il prend place au centre droit dont il devint le président, défend contre Pascal Duprat, en qualité de rapporteur, le projet de loi de restitution à la famille d'Orléans des biens non vendus, fait partie de nombreuses commissions, contribue activement à faire voter par le centre droit les lois constitutionnelles, et refuse, pour raison de santé, le portefeuille de l'Intérieur qui lui est offert par le maréchal de Mac-Mahon. Dans cette législature, il vote pour la paix, pour l'abrogation des lois d'exil, pour la pétition des évêques, pour le pouvoir constituant de l'Assemblée, contre le service militaire de trois ans, pour la démission de Thiers, pour l'arrêté contre les enterrements civils, pour le septennat, pour le ministère de Broglie, contre la dissolution de l'Assemblée et pour les lois constitutionnelles.
Le 30 janvier 1876, il se présente aux élections sénatoriales dans le Calvados et est élu contre la liste bonapartiste. À la Chambre haute, il prend place à droite, propose, en mars 1878, un amendement au projet de loi sur l'état de siège, autorisant le président de la République à le déclarer, en cas de dissolution de la Chambre, à la condition de convoquer immédiatement les collèges électoraux, et de réunir les Chambres dans le plus bref délai. Il prononce un éloquent discours en faveur de la loi de 1850 sur l'enseignement (mars 1881), défend l'adjonction des plus imposés aux conseils municipaux pour le vote des contributions extraordinaires (février 1882), attaque le programme des travaux publics entrepris par le gouvernement (avril 1883) et proteste énergiquement contre la décision de la gauche sénatoriale de voter de confiance le budget ordinaire de 1884 faute de temps pour le discuter (décembre 1883). En janvier 1884, il critique vivement le budget extraordinaire, et s'élève, en août suivant, au Congrès de Versailles, contre l'article 2 de la nouvelle loi constitutionnelle qui décidait « que la forme républicaine du gouvernement ne pouvait pas faire l'objet d'une proposition de révision ».
Réélu dans le Calvados au renouvellement du 6 janvier 1885, Bocher ne prend plus, en raison de sa santé, une part aussi active que par le passé aux discussions de la Chambre haute. Il monte parfois à la tribune sur des questions de finances, et fait, surtout par ses votes, de l'opposition aux ministères qui se succèdent. Il se prononce contre le rétablissement du scrutin uninominal (13 février 1889), contre le projet de loi Lisbonne restrictif de la liberté de la presse (18 février) et contre la loi de procédure à suivre devant le Sénat pour juger les attentats commis contre la sûreté de l'État (29 mars, affaire du général Boulanger). 
Grand bibliophile, il réunit une remarquable collection de livres rares. Il fut l'ami intime d'Alfred de Musset, qui lui dédia un de ses premiers poèmes.
Il meurt le 2 mai 1900 à son domicile dans le 7e arrondissement de Paris.